# Fei Shi
Fei Shi (? - 240) fut un ministre des Shu. Magistrat de Mianzhu sous Liu Zhang, il décida de livrer la ville à Liu Bei. Il fut ensuite nommé Général Administratif Supervisant l’Armée, Grand Administrateur du district de Zangge et Commandant de la Division Avant de la province de Yi. 
En l’an 219, quand Liu Bei devint Roi de Hanzhong, Fei Shi fut envoyé auprès de Guan Yu pour lui annoncer sa nomination comme premier des « cinq généraux tigres ». Guan Yu déclina toutefois le titre, prétextant que Huang Zhong ne méritait pas cet honneur, mais Fei Shi le fit changer d’avis. Il le convainquit également de ne pas exécuter Mi Fang et Fu Shiren à la suite de leur incendie accidentel.
En l’an 225, il suivit Zhuge Liang dans sa campagne militaire du sud. Par la suite, lorsque Zhuge Liang présenta sa pétition afin d’attaquer les Wei, Fei Shi fut nommé Secrétaire et resta dans la capitale. Enfin, lorsque Jiang Wan fut Premier Ministre des Shu, Fei Shi accéda au poste de ministre-consultant et mourut plus tard dans sa demeure. 